# Ascorhynchus melwardi
Ascorhynchus melwardi är en havsspindelart som beskrevs av Flynn, T.T. 1929. Ascorhynchus melwardi ingår i släktet Ascorhynchus och familjen Ammotheidae. Inga underarter finns listade i Catalogue of Life.